# 多大浦之戰
多大浦之戰，又稱多大鎮之戰，是1592年5月24日至25日期間日本入侵朝鮮南部多大浦的戰鬥。多大浦之戰與釜山鎮之戰同時發生，這兩場戰役標誌著壬辰倭亂的開始。
豐臣秀吉計劃入侵朝鮮的時候，令對馬的大名宗義智先進行戰略籌畫，最終確認以釜山浦為主要登陸地點，同時攻佔多大浦和西平浦作為重要據點。
1592年5月24日（萬曆二十年/天正二十年四月十三）清晨，宗義智率軍攻打釜山鎮的時候，小西行長也率大約7000人在釜山鎮附近的多大浦登陸。朝鮮軍隊在多大鎭水軍僉節制使尹興信的率領下抵抗日軍的進攻，其弟尹興梯也參加了戰鬥。朝鮮軍隊登上城牆守衛，小西行長則率日軍在城下挖掘戰壕，以戰壕為掩護，使用火繩槍對城上的守軍發起一輪又一輪地攻擊。朝鮮守軍則用箭和投石進行反擊。日軍最後使用攻城塔和梯子，在火繩槍的掩護下登上了城樓。
尹興信在第一道防線被攻破之後假裝撤退，隨即對入城的日軍發起奇襲。激戰過後，朝鮮軍戰敗，尹興信陣亡。日軍佔領多大鎮，對城中的居民進行屠殺。
隨後日軍陸陸續續上岸，駐守多大鎮。小西行長以多大鎮為據點，重組軍隊，向漢城方向進軍。經過尚州之戰和忠州之戰後，於一個月之後到達漢城城下。